# Atmòlisi
L'atmòlisi (dec grec ατμις, vapor; λυειν, perdre) és un mètode per a la separació dels diversos components d'una mescla de gasos, mitjançant les diferents velocitats de difusió dels àtoms o molècules de cada un dels components de la mescla. El terme fou usat per primera vegada per Thomas Graham. El procés es realitza fent passar la mescla gasosa per una paret o membrana porosa, a través de la qual els diferents components tenen diferents velocitats de difusió.